# Oton Ivekovic
Oton Ivekovic ou Iveković, né le 17 avril 1869 à Klanjec et mort le 4 juin 1939 dans la même ville, est un peintre croate.

## Biographie
Il apprend son art à l'Académie des beaux-arts de Vienne et enseigne par la suite à l'Académie des arts visuels de Zagreb. Passionné par l'histoire de son pays, c'est dans celle-ci qu'il trouve ses principaux sujets d'inspiration. Il s'intéresse également à des thèmes religieux.

## Galerie

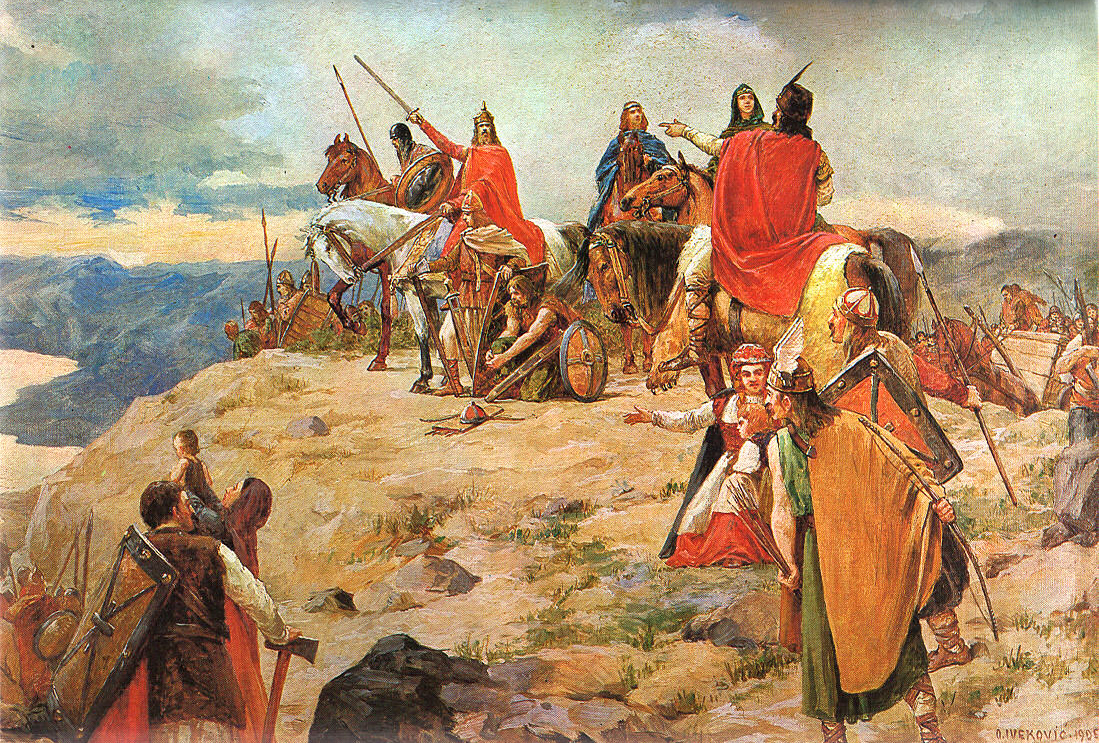
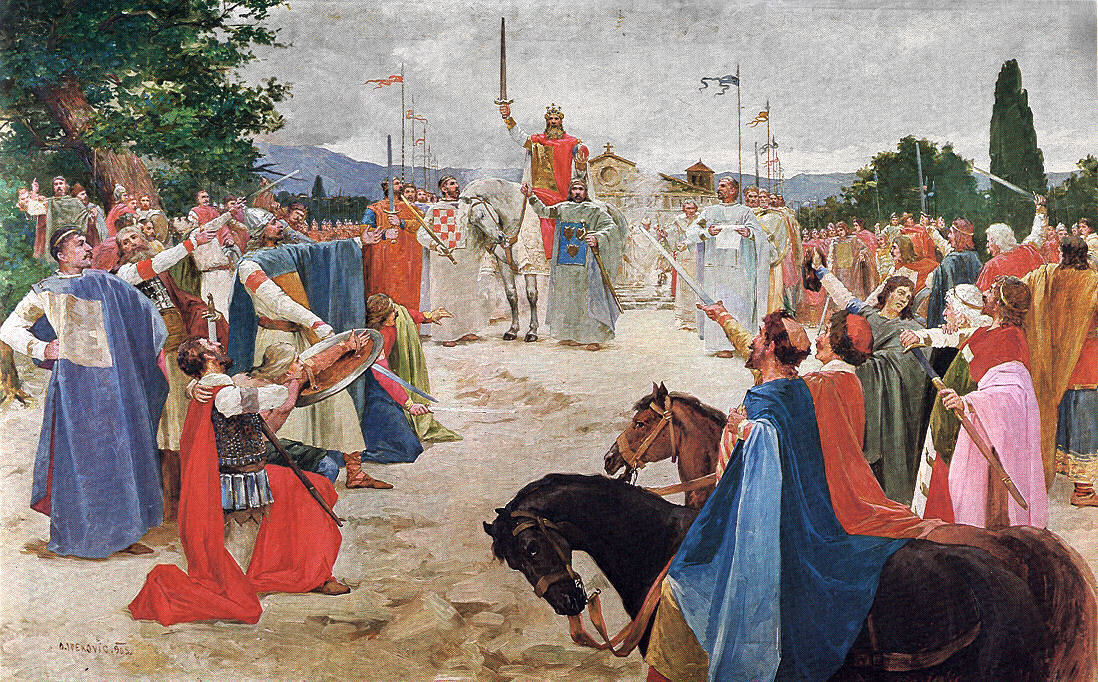
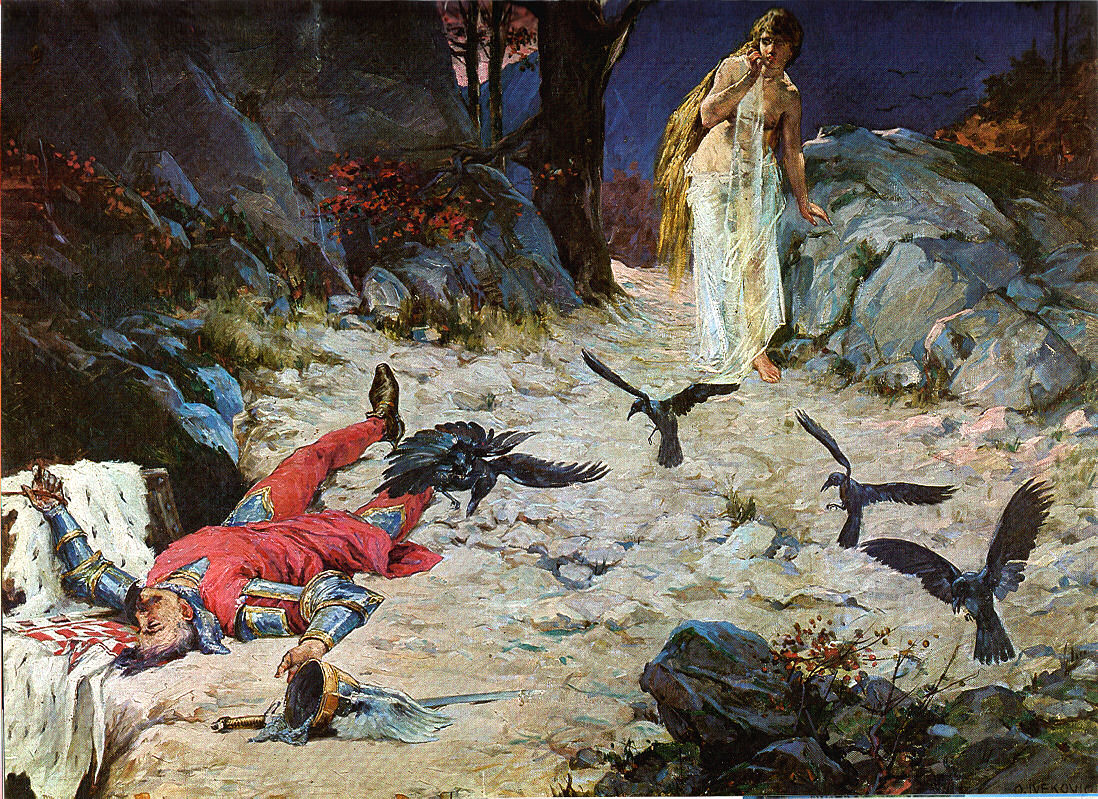
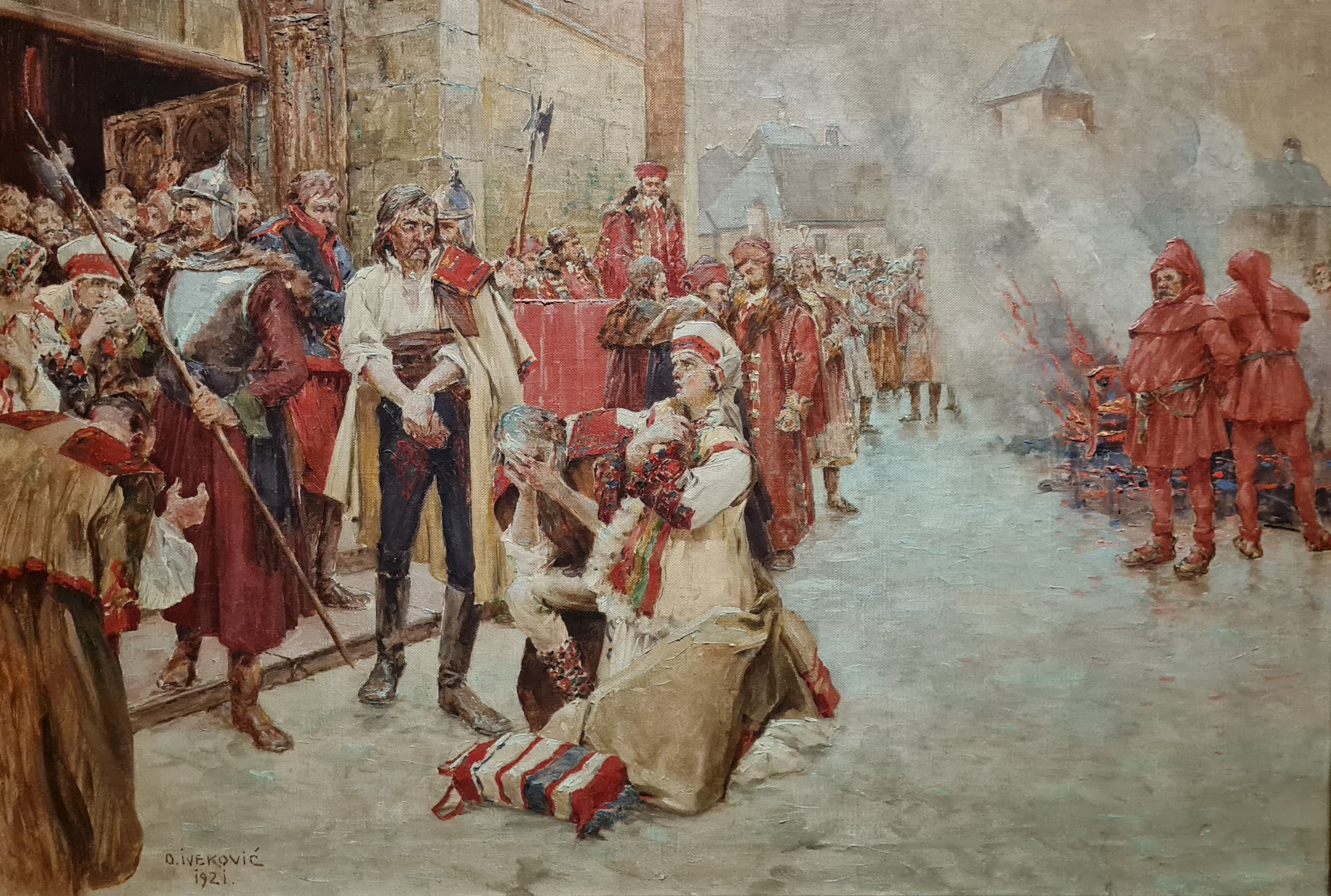
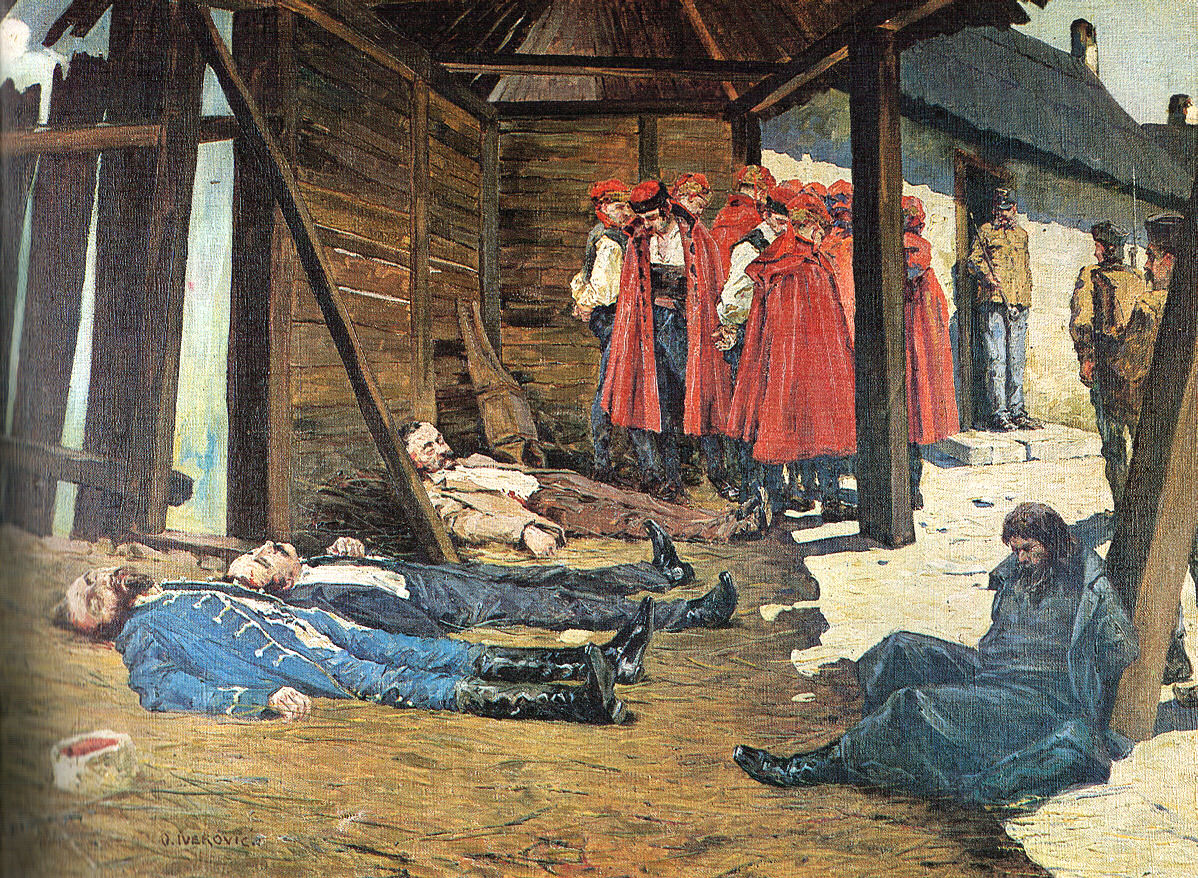

## Référence
- (en) Cet article est partiellement ou en totalité issu de l’article de Wikipédia en anglais intitulé « Oton Iveković » (voir la liste des auteurs).